# ŠK Plavecký Štvrtok
ŠK Plavecký Štvrtok OFK Vysoká là một câu lạc bộ bóng đá Slovakia, đến từ thị trấn Plavecký Štvrtok. Câu lạc bộ được thành lập năm 1930.